# هيغويرا دي فارغاس
بلدية هيغويرا دي فارغاس (بالإسبانية: Higuera de Vargas)‏, هي إحدى بلديات مقاطعة بطليوس, التي تقع في منطقة إكستريمادورا, والتي تقع في غرب إسبانيا.
يبلغ عدد سكانها 2.194 نسمة وفقاً لإحصائية سنة (2002).